# Aurélie Monvoisin
Aurélie Monvoisin (* 25. Dezember 1997 in Montreuil, Département Seine-Saint-Denis) ist eine französische Shorttrackerin.

## Werdegang
Monvoisin trat international erstmals bei den Juniorenweltmeisterschaften 2013 in Warschau in Erscheinung und errang dabei den 24. Platz im Mehrkampf und den achten Platz mit der Staffel. Ihr Debüt im Shorttrack-Weltcup hatte sie im September 2013 in Shanghai, das sie auf dem 49. Platz über 1500 m, auf dem 37. Rang über 1000 m und auf dem 33. Platz über 500 m beendete. Bei den Juniorenweltmeisterschaften 2014 in Erzurum belegte sie den 24. Platz im Mehrkampf. In der Saison 2014/15 erreichte sie in Dresden mit dem dritten Platz mit der Staffel ihre erste Podestplatzierung im Weltcup. Bei den Weltmeisterschaften 2015 in Moskau wurde sie Siebte mit der Staffel. In der folgenden Saison errang sie den dritten Platz mit der Staffel beim Weltcup in Dordrecht und belegte bei den Europameisterschaften 2016 in Sotschi den neunten Platz mit der Staffel und bei den Weltmeisterschaften 2016 in Seoul den achten Rang mit der Staffel. Bei den Juniorenweltmeisterschaften 2016 in Sofia lief sie auf den 14. Platz im Mehrkampf und auf den achten Rang mit der Staffel und bei den Juniorenweltmeisterschaften 2017 in Innsbruck auf den 25. Platz im Mehrkampf. In der Saison 2018/19 errang sie beim Weltcup in Salt Lake City mit der Mixed-Staffel den dritten Platz und bei den Europameisterschaften 2019 in Dordrecht den vierten Platz mit der Staffel. Bei der Winter-Universiade 2019 in Krasnojarsk gewann sie über 1000 m und 1500 m jeweils die Silbermedaille und über 500 m die Goldmedaille. In der folgenden Saison wurde sie beim Weltcup in Dresden Dritte mit der Mixed-Staffel und kam bei den Europameisterschaften 2020 in Debrecen auf den 22. Platz im Mehrkampf und auf den siebten Rang mit der Staffel.

## Persönliche Bestzeiten
- 500 m      42,757 s (aufgestellt am 3. Februar 2019 in Dresden)
- 1000 m    1:28,675 min. (aufgestellt am 3. November 2019 in Salt Lake City)
- 1500 m    2:22,234 min. (aufgestellt am 3. November 2018 in Calgary)
- 3000 m    5:27,334 min. (aufgestellt am 4. Dezember 2011 in Fontenay-sous-Bois)